# Scabiosa graminifolia
Scabiosa graminifolia   é uma espécie do gênero botânico Scabiosa, da família das Dipsacaceae.
A espécie é encontrada nas regiões do Mediterrâneo.
A planta cresce em inclinações rochosas.  Como o nome indica, suas folhas apresentam formas alongadas, como as das gramíneas.  Suas flores são cor-de-rosa ou lilas e abrem no verão.